# 通背拳
通背拳（つうはいけん）は中国武術の1つ。別名を通臂拳（つうひけん）ともいう。
腕を鞭のように伸ばし、柔らかく素早く遠くへ伸びる打撃を特徴とする。
通背拳の名は、中国の伝説上の猿「通臂猿猴」（つうひえんこう）に由来する。通臂猿猴の左右の腕は1本につながっており、右腕を伸ばせば左腕が短くなり、左腕を伸ばせば右腕が短くなる。通背拳の武術家が打撃を繰り出す際、その腕が予想を超えて遠くまで伸びて相手を攻撃する様子からの命名とされる。
正確な起源は不明だが、河北省を中心に中国北方に古くから伝わっており、清代より、北京と天津の2都市を中心に、東北地方でも行われている。その伝播にともなって、現在では多くの系統が存在する。祁氏通背、五行通背拳、劈掛通背拳、回族拳法の白猿通背拳、六合通背、両翼通背、少林通背拳、合一通背などである。
通背拳の有名な武術家には、祁信、修剣痴、武田熈（日本人。北京大学留学中に賀振芳より通背拳を学んだ。著書に『通背拳法』他。）などがある。

## 五行通臂拳と日本
五行通臂拳の実践者として日本人である武田熈が有名である。
五行通臂拳を日本において最初に紹介したのは、当時の天津武術館所属の鄧洪藻（とうこうそう）であり、鄧は13歳の時に著名な武術家張策、張喆に師事している。
1952年、天津で開催された武術大会において、鄧洪藻は第3位に入賞している。現在鄧洪藻の弟子達が活躍しているが、その1人「楊建生」が一度来日している。

### 通背拳が登場するメディア創作物
- 鉄拳チンミ
- SABER CATS
- 天上天下